# ハリウッド・キャンティーン

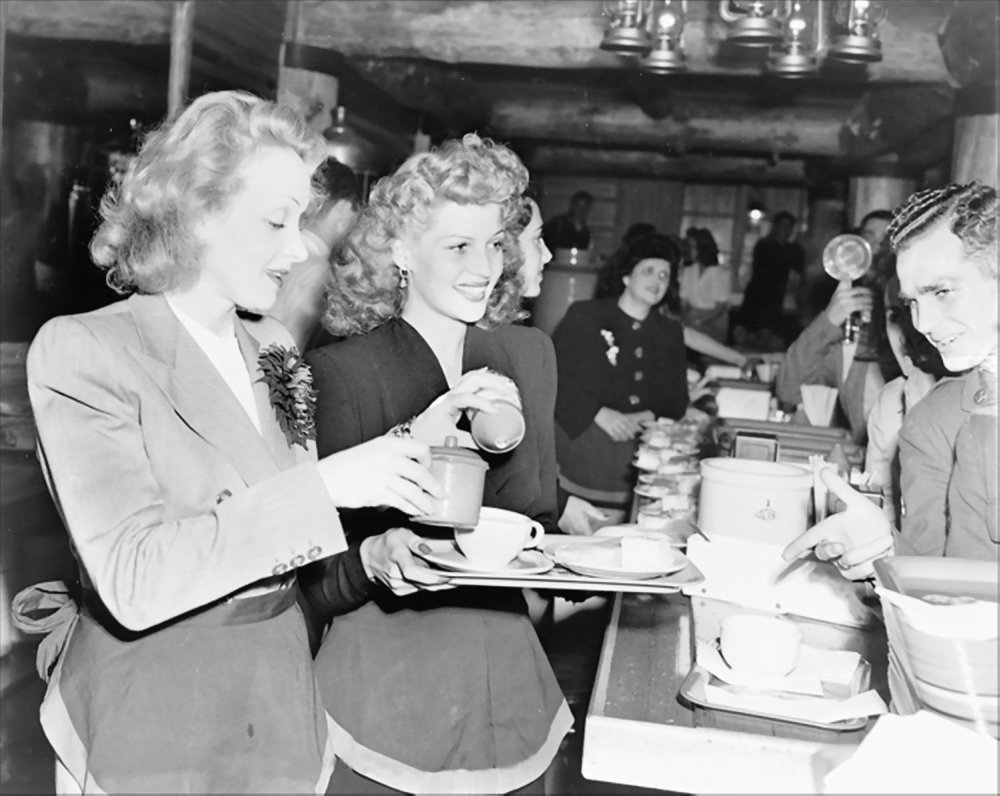
ハリウッド・キャンティーンで兵士に食事を振る舞うマレーネ・ディートリヒ(左)とリタ・ヘイワース（1942年）

ハリウッド・キャンティーン（Hollywood Canteen）は、1942年10月3日から1945年11月22日（感謝祭）までハリウッド近郊のカリフォルニア州ロサンゼルスのカウェンガ・ブールバード1451に存在したクラブ。ハリウッドのスターたちがボランティアで、海外派兵される兵士たちに食事、ダンス、エンターテイメントを提供した。兵士のほとんどはアメリカ軍兵士だったが、アメリカ以外の連合国軍兵士、女性兵士にも開放した。入場券は着ている軍服で、すべてが無料。映画『ハリウッド玉手箱』（1944年）はここを舞台としたロマンティック・コメディ映画で、多くのスターが本人役でカメオ出演した。
東海岸にもステージドア・キャンティーンというクラブが作られ、ブロードウェイのスターたちが兵士をもてなした。ハリウッド同様、『ステージドア・キャンティーン』（1943年）という映画も作られた。

## 歴史

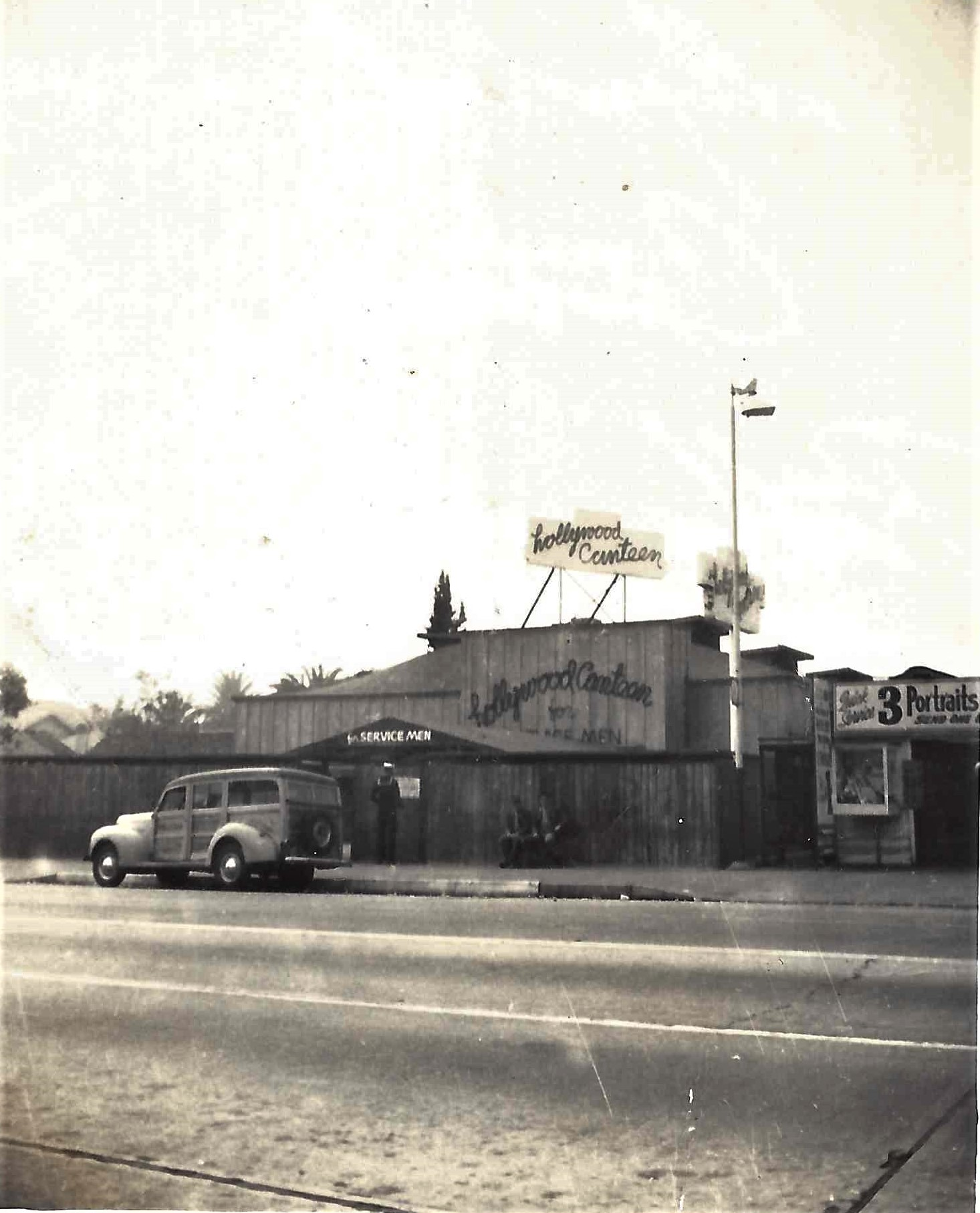
ハリウッド・キャンティーン外観（1943年頃）

ハリウッド・キャンティーンの発起人となったのはベティ・デイヴィス、ジョン・ガーフィールド、それにMCA社長のジュールス・C・スタインで彼が財務委員長を勤めた。建物のリフォームにはエンターテイメント業界の複数のギルド、組合が労力と資金を提供した。運営はボランティア。オープンまでに3000人を越す俳優、映画監督、プロデューサー、裏方、ダンサー、ミュージシャン、歌手、脚本家、技師、衣装係、ヘア・スタイリスト、エージェント、スタントマン、宣伝マン、秘書、その他ラジオ・映画関係者がボランティアに登録していた。
スターたちは給仕に調理に洗い物に奉仕した。兵士たちにとってのハイライトは女性セレブとのダンスだった。また、ハリウッドの有名スター、ラジオスター、ビッグバンド、一発屋芸人たちの披露するエンターテイメントも人気だった。 1943年9月15日、100万人目の客がハリウッド・キャンティーンに来場した。この幸運な兵士カール・ベル軍曹はベティ・グレイブルにキスされたうえ、マレーネ・ディートリヒにエスコートされた。もう1人の幸運な兵士ハーマン・ハーニーはレイン・シスターズのローズマリー・レインと踊る機会を得た。
ハリウッド・キャンティーンの名誉の殿堂には、軍に奉仕した映画俳優たちの写真が壁に飾られていた。
1944年、ワーナー・ブラザースはジョーン・レスリー、ロバート・ハットン主演、デルマー・デイヴィス監督・脚本で、ハリウッド・キャンティーンを舞台にした映画『ハリウッド玉手箱』（原題：Hollywood Canteen）を製作。実際にボランティアで働いていた多くのスターたちが本人役で出演した。
閉店までに300万人の兵士たちに利用された。
建物は現存していない。跡地は駐車場とCNNのビルがある。場所はサンセット・ブールバードの真南に位置する。

## 逸話
ディートリヒの娘マリア・ライヴァによると、ヘディ・ラマーの誘いでディートリヒは皿洗いすることを決めたという。その時、ベティ・デイヴィスが2人を皮肉ってこう言った。「そこのクラウト2つを台所の外に出して!」
ハリウッド・キャンティーンがノース・クレセント・ハイツ・ブールバード1284にあったという記述は誤り。そこはダスティン・ファーナムの所有する家で、第２次世界大戦中が終わるまでアン・"マム"・レーアが兵士たちに食事と二段ベッドを提供していた。1948年にその家が取り壊された時、新聞がハリウッド・キャンティーンだと間違えた。

## 主なボランティア
| - アボットとコステロ - アイリス・エイドリアン - フレッド・アレン - ジューン・アリソン - ブライアン・エイハーン - ドン・アメチー - エディ・ロチェスター・アンダーソン - アンドリューズ・シスターズ - ダナ・アンドリュース - イヴ・アーデン - ルイ・アームストロング - ジーン・アーサー - フレッド・アステア - メアリー・アスター - ロスコー・エイツ - ローレン・バコール - ルシル・ボール - タルラー・バンクヘッド - セダ・バラ - リン・バリ - ジェス・バーカー - ビニー・バーンズ - ダイアナ・バリモア - エセル・バリモア - ライオネル・バリモア - カウント・ベイシー - アン・バクスター - ワーナー・バクスター - ルイーズ・ビーヴァース - ウォーレス・ビアリー - ウィリアム・ベンディックス - コンスタンス・ベネット - ジョーン・ベネット - ジャック・ベニー - エドガー・バーゲン - イングリッド・バーグマン - ミルトン・バール - ジュリー・ビショップ - メル・ブランク - ジョーン・ブロンデル - アン・ブライス - ハンフリー・ボガート - メアリー・ボーランド - レイ・ボルジャー - ビューラ・ボンディ - ウィリアム・ボイド - シャルル・ボワイエ - クララ・ボウ - エディ・ブラッケン - エル・ブレンデル - ウォルター・ブレナン - ファニー・ブライス - ジョー・E・ブラウン - レス・ブラウン - ヴァージニア・ブルース - ビリー・バーク - ジョージ・バーンズ & グレイシー・アレン - スプリング・バイイントン - ジェームズ・キャグニー - キャブ・キャロウェイ - ロッド・キャメロン - エディ・カンター - ジュディ・カノーヴァ - キティー・カーライル - ジャック・カーソン - アドリアナ・カセロッティ - チャールズ・チャップリン - マルグリット・チャップマン - シド・チャリシー - チャールズ・コバーン - クローデット・コルベール - ジェリー・コロンナ - ロナルド・コールマン - ベティー・カンプソン - ペリー・コモ - チェスター・コンクリン - ゲイリー・クーパー - ジョゼフ・コットン - ノエル・カワード - ジェームズ・クレイグ - ビング・クロスビー - ジョーン・クロフォード - ジョージ・キューカー - ザビア・クガート - キャス・デイリー - ドロシー・ダンドリッジ - リンダ・ダーネル - ハリー・ダヴェンポート - ベティ・デイヴィス - デニース・デイ | - ドリス・デイ - イヴォンヌ・デ・カーロ - グロリア・デ・ヘイヴン - ドロレス・デル・リオ - ウィリアム・デマレスト - オリヴィア・デ・ハヴィランド - セシル・B・デミル - アンディ・ディヴァイン - マレーネ・ディートリヒ - ウォルト・ディズニー - ジミー・ドーシー - トミー・ドーシー - アイリーン・ダン - ジミー・デュランテ - ディアナ・ダービン - アン・ドヴォラック - ネルソン・エディ - デューク・エリントン - フェイ・エマーソン - デール・エヴァンス - ジンクス・ファルケンバーグ - グレンダ・ファレル - アリス・フェイ - ルイーズ・ファゼンダ - ステピン・フェチット - グレイシー・フィールズ - バリー・フィッツジェラルド - エラ・フィッツジェラルド - エロール・フリン - ケイ・フランシス - ジェーン・フレイジー - ジョーン・フォンテイン - スザンナ・フォスター - エヴァ・ガボール - エヴァ・ガードナー - ジュディ・ガーランド - グリア・ガースン - リリアン・ギッシュ - ジェームズ・グリーソン - ベティ・グレイブル - ケーリー・グラント - キャスリン・グレイソン - シドニー・グリーンストリート - ポーレット・ゴダード - サミュエル・ゴールドウィン - ベニー・グッドマン - レオ・ゴーシー - ヴァージニア・グレイ - ジャック・ヘイリー - マーガレット・ハミルトン - フィル・ハリス - モス・ハート - ヘレン・ヘイズ - ディック・ヘイムズ - スーザン・ヘイワード - リタ・ヘイワース - ソニア・ヘニー - ポール・ヘンリード - キャサリン・ヘプバーン - ポートランド・ホッファ - ダーラ・フッド - ボブ・ホープ - ヘッダ・ホッパー - レナ・ホーン - エドワード・エヴェレット・ホートン - マーシャ・ハント - ルース・ハッセイ - ベティ・ハットン - フリーダ・イネスコート - ホセ・イトゥルビ - ハリー・ジェイムス - グローリア・ジーン - アン・ジェフリーズ - アレン・ジェンキンス - ヴァン・ジョンソン - アル・ジョルソン - ジェニファー・ジョーンズ - マーシャ・メイ・ジョーンズ - ボリス・カーロフ - ダニー・ケイ - バスター・キートン - ルビー・キーラー - ジーン・ケリー - イヴリン・キース - ガイ・キビー - アンドレア・キング - ジーン・クルーパ - ケイ・カイザー - アラン・ラッド - バート・ラー | - エルザ・ランチェスター - アンジェラ・ランズベリー - ヴェロニカ・レイク - ヘディ・ラマー - ドロシー・ラムーア - キャロル・ランディス - フランセス・ラングフォード - チャールズ・ロートン - スタン・ローレル&オリヴァー・ハーディ - ピーター・ローフォード - ガートルード・ローレンス - ペギー・リー - ピンキー・リー - マーヴィン・ルロイ - ヴィヴィアン・リー - ジョーン・レスリー - テッド・ルイス - ベアトリス・リリー - メアリー・リビングストン - ハロルド・ロイド - ジューン・ロックハート - アニタ・ルース - ピーター・ローレ - マーナ・ロイ - ケイ・ルーク - ベラ・ルゴシ - アイダ・ルピノ - ダイアナ・リン - マリー・マクドナルド - ジャネット・マクドナルド - フレッド・マクマレイ - マージョリー・メイン - アイリーン・マニング - フレドリック・マーチ - マルクス兄弟 - ハーバート・マーシャル - イロナ・マッセイ - ヴィクター・マチュア - エルザ・マックスウェル - ルイス・B・メイヤー - ハティ・マクダニエル - ロディ・マクドウォール - フランク・マクヒュー - ヴィクター・マクラグレン - バタフライ・マックィーン - ラウリッツ・メルヒオール - アドルフ・マンジュー - ウナ・マーケル - レイ・ミランド - アン・ミラー - グレン・ミラー - カルメン・ミランダ - ロバート・ミッチャム - マリア・モンテス - ジョージ・モンゴメリー - グレース・ムーア - ジャッキー・モラン - デニス・モーガン - パトリシア・モリソン - ポール・ムニ - ケン・マレー - ニコラス・ブラザーズ - ラモン・ノヴァロ - ジャック・オーキー - マーガレット・オブライエン - パット・オブライエン - ヴァージニア・オブライエン - ドナルド・オコーナー - モーリン・オハラ - ウーナ・オニール - モーリン・オサリヴァン - マール・オベロン - ユージン・ポーレット - エリノア・パーカー - ルエラ・パーソンズ - ジョン・ペイン - グレゴリー・ペック - ナット・ペンドルトン - メアリー・ピックフォード - ウォルター・ピジョン - ザス・ピッツ - コール・ポーター - ディック・パウエル - エレノア・パウエル - ジェーン・パウエル - ウィリアム・パウエル - ヴィンセント・プライス - アンソニー・クイン - ジョージ・ラフト | - クロード・レインズ - ヴェラ・ラルストン - サリー・ランド - ベイジル・ラスボーン - マーサ・レイ - ドナ・リード - ビル・ボージャングル・ロビンソン - エドワード・G・ロビンソン - ジンジャー・ロジャース - ロイ・ロジャース - シーザー・ロメロ - ミッキー・ルーニー - ジェーン・ラッセル - ロザリンド・ラッセル - アン・ラザフォード - ペギー・ライアン - S・Z・サカール - オルガ・サン・ファン - アン・サヴェージ - デヴィッド・O・セルズニック - ヘイゼル・スコット - リザベス・スコット - ランドルフ・スコット - トニ・セブン - ノーマ・シアラー - アン・シェリダン - ダイナ・ショア - シルヴィア・シドニー - フィル・シルヴァース - ジニー・シムズ - フランク・シナトラ - レッド・スケルトン - アレクシス・スミス - ケイト・スミス - アン・サザーン - ジョー・スタッフォード - バーバラ・スタンウィック - クレイグ・スティーブンス - レオポルド・ストコフスキー - ルイス・ストーン - グロリア・スワンソン - エリザベス・テイラー - シャーリー・テンプル - ダニー・トーマス - 三ばか大将 - ジーン・ティアニー - ローレンス・ティベット - マーサ・ティルトン - クレア・トレヴァー - ソフィー・タッカー - ラナ・ターナー - スペンサー・トレイシー - グロリア・ヴァンダービルト - ルーペ・ヴェレス - ベリル・ウォーレス - ナンシー・ウォーカー - エセル・ウォーターズ - ジョン・ウェイン - クリフトン・ウェッブ - ヴァージニア・ウェイドラー - ジョニー・ワイズミュラー - オーソン・ウェルズ - メイ・ウエスト - バート・ウィーラー - アリス・ホワイト - ポール・ホワイトマン - マーガレット・ホワイティング - コーネル・ワイルド - エスター・ウィリアムズ - ウォーレン・ウィリアム - チル・ウィルス - マリー・ウィルソン - シェリー・ウィンタース - ジェーン・ウィザース - テレサ・ライト - アンナ・メイ・ウォン - コンスタンス・ウォース - ジェーン・ワイマン - エド・ウィン - キーナン・ウィン - ルディ・ヴァリー - ルーペ・ヴェレス - ロレッタ・ヤング - ロバート・ヤング - ダリル・F・ザナック - ヴェラ・ゾリーナ |